# Kurt Guntner
Kurt Guntner (* 27. Januar 1939 in München; † 9. Januar 2015 ebenda) war ein deutscher Violinist und Musikpädagoge.

## Leben und Werk
Kurt Guntner erhielt von 1946 bis 1960 bei Ludwig Ackermann und von 1960 bis 1962 bei Max Rostal eine private Ausbildung im Fach Violine. Daneben betrieb er von 1953 bis 1957 musiktheoretische Studien an der Städtischen Orchestervorschule in München.
Mit 18 Jahren debütierte er im Kongresssaal des Deutschen Museums in München mit dem Beethoven-Konzert und den Münchner Philharmonikern.
1957 trat er als Erster Violinist in das Orchester der Bayrischen Staatsoper ein. 1962 wurde er dort Erster Konzertmeister. Er gehörte diesem Orchester bis 1966 an. Seit 1967 wirkte Karl Guntner als Erster Konzertmeister und Sonderkonzertmeister mit Solistenvertrag bei den Münchner Philharmonikern. Konzertreisen führten Guntner als Solisten ab 1957 durch das gesamte Europa und durch Japan.
1972 gründeten die Cellistin Angelica May, der Pianist Leonard Hokanson und Kurt Guntner das Odeon-Trio, mit dem Guntner 25 Jahre lang weltweit reiste und konzertierte.
1976 wurde Kurt Guntner auf einen ordentlichen Lehrstuhl für Violine an die Hochschule für Musik und Theater in München berufen, wo er 28 Jahre lang Studenten aus aller Welt unterrichtete.
Im  Jahr 1997 wurde Guntner das Bundesverdienstkreuz 1. Klasse zuerkannt.